# Милош Ковачевић (лингвиста)
Милош Ковачевић (Пресједовац код Калиновика, 31. март 1953) српски је универзитетски професор и филолог. Доктор је лингвистичких наука и редовни професор за Савремени српски језик, Синтаксу, Стилистику и Општу лингвистику.

## Биографија
Радио је на Филолошком факултету у Београду, Филолошком факултету Рурског универзитета у Бохуму, филозофским факултетима у Сарајеву, Никшићу, Нишу, Петрињи, Бањалуци и Српском Сарајеву. Сада је запослен као редовни професор на Филолошко-уметничком факултету у Крагујевцу (ФИЛУМ).
Области његовог интересовања су синтакса, семантика, стилистика и историја српскога књижевног језика.

## Дела
До сада је — уз више од 250 научних и стручних радова и 16 уџбеника српскога језика за основне и средње школе — објавио и следеће књиге:
- Узрочно семантичко поље, Сарајево, 1988.
- Кроз синтагме и реченице, Сарајево, 1992.
- Стилистика и граматика стилских фигура, I издање: Сарајево, 1991; II допуњено издање: Подгорица, 1995; III допуњено и измијењено издање, Крагујевац, 2000.
- Ковачевић, Милош (1996). Суштаствено и мимогредно у лингвистици. Подгорица: Унирекс.
- Синтакса сложене реченице у српском језику, Београд, Србиње, 1998.
- Стилске фигуре у књижевни текст, Београд, 1998.
- Слово о српском језику (са групом аутора), 1998.
- Ковачевић, Милош (1997). У одбрану језика српскога (1. изд.). Београд: Требник.
- Ковачевић, Милош (1999). У одбрану језика српскога - и даље: са Словом о српском језику (2. доп. изд.). Београд: Требник.
- Ковачевић, Милош (2002). Синтаксичка негација у српскоме језику. Ниш: Издавачка јединица Универзитета.
- Ковачевић, Милош (2003). Граматичке и стилистичке теме. Бања Лука: Књижевна задруга.
- Ковачевић, Милош (2003). Српски језик и српски језици. Београд: Српска књижевна задруга.
- Ковачевић, Милош, ур. (2003). Српски писци о српском језику. Београд: Источник.
- Ковачевић, Милош (2006). Списи о стилу и језику. Бања Лука: Књижевна задруга.
- Ковачевић, Милош (2007). Србистичке теме. Крагујевац: Филолошко-уметнички факултет.
- Ковачевић, Милош (2008). „Повампирена Калајева језичка и национална политика у БиХ”. Нова Зора. Билећа. 15-16 (2007-2008): 77—83.
- Ковачевић, Милош (2011). Стилска значења и зрачења. Ниш: Филозофски факултет.
- Ковачевић, Милош (2011). Граматичка питања српскога језика. Београд: Јасен.
- Ковачевић, Милош; Шћепановић, Михаило (2011). Српски језик у вртлогу политике. Подгорица: Матица српска.
- Ковачевић, Милош (2011). „Незатворена питања српскога језика” (PDF). Октоих: Часопис Одјељења за српски језик и књижевност Матице српске - Друштва чланова у Црној Гори. 1 (1-2): 45—54.
- Ковачевић, Милош (2012). Лингвостилистика књижевног текста. Београд: Српска књижевна задруга.
- Ковачевић, Милош (2013). Лингвистика као србистика. Пале: Филозофски факултет.
- Ковачевић, Милош (2013). У одбрану српске ћирилице: Хрестоматија. Пале: Просвјета.
- Ковачевић, Милош (2015). Српски језик између лингвистике и политике. Бања Лука: Друштво наставника српског језика и књижевности Републике Српске.
- Ковачевић, Милош (2015). „Српска политичка припомоћ промоцији тзв. босанског језика” (PDF). Узданица: Часопис за језик, књижевност и педагошке науке. 12 (1): 63—76.
- Ковачевић, Милош (2016). „Неутемељена и антисрпска одлука босанског уставног суда о језику”. Нова Зора. Билећа. 49-50: 245—247.
- Ковачевић, Милош (2017). Српски језик под лупом науке. Београд: Завод за уџбенике.
- Ковачевић, Милош (2017). „У заштиту српског језика и ћирилице”. Српски језик и ћирилица данас: Зборник радова (PDF). Вишеград: Андрићев институт. стр. 23—43.
- Ковачевић, Милош (2018). Битне србистичке напомене. Београд: Јасен.
- Ковачевић, Милош (2018). Борба за ћирилицу и српски језик. Вишеград: Андрићев институт.